# Sreo sam ljubav iz prve pjesme
A Sreo sam ljubav iz prve pjesme a Srebrna krila horvát popzenekar harmadik nagylemeze, mely 1980-ban jelent meg a Jugoton kiadásában. Katalógusszáma: LSY 10002. A lemezhez egy 6-rét hajtott poszter is tartozik, a borító hátoldalán megtalálható a címadó dal szövege, a belső borítón pedig a másik kilenc dalé is. Bulgáriában is kiadták hanglemezen, némileg módosított borítóval, Jugoszláviában kazettán is megjelent.

## Az album dalai

### A oldal
1. Sreo sam ljubav iz prve pjesme
2. S jeseni sam Kaću sreo
3. Pomozi mi
4. Ja igram na sve ili ništa
5. Nek' živi ljubav

### B oldal
1. Samo ti
2. Razredne cure
3. Otvori dušu
4. Mama ti ne zna, a tatu nije briga
5. Razglednica iz provincije